# باشگاه فوتبال والتا
باشگاه فوتبال والتا (به انگلیسی: Valletta F.C.) یک باشگاه فوتبال در کشور مالت است.
این باشگاه که در شهر والتا قرار دارد در سال ۱۹۴۳ تأسیس و سابقه ۲۵ قهرمانی در لیگ برتر فوتبال مالت و ۱۴ قهرمانی در جام حذفی فوتبال مالت در کارنامه دارد.